# Typhrasa
Typhrasa  is een geslacht van paddenstoelen in de familie Psathyrellaceae. Het typegeslacht is Typhrasa gossypina.

## Soorten
Volgens Index Fungorum telt het geslacht in totaal vier soorten (peildatum oktober 2023):
| Soortnaam            | Auteur(s)                      | Publicatiejaar |
| -------------------- | ------------------------------ | -------------- |
| Typhrasa gossypina   | (Bull.) Örstadius & E. Larss.  | 2015           |
| Typhrasa nanispora   | Örstadius, Hauskn. & E. Larss. | 2015           |
| Typhrasa polycystis  | J.Q. Yan & S.N. Wang           | 2021           |
| Typhrasa rugocephala | J.Q. Yan & S.N. Wang           | 2021           |